# Ezeréves Magyarország emléke
Az Ezeréves Magyarország emléke egy magyar nemesítésű hibrid csemegeszőlő-fajta, amelyet Mathiász János állított elő a Chasselas Queen Viktória White és a Calabriai fehér fajták keresztezésével.

## Jellemzői
Tőkéje erős növekedésű, bőtermő, szeptember második felében érik. Levele mélyen tagolt, csupasz. Fürtje közepesen nagy, vállas, átlagosan 17 dkg, bogyója nagy, gömbölyű, zöld színű. Héja vastag, rágós, magjai nagyok, a fogyasztásnál kellemetlenek. A termesztésből hátrányos tulajdonságai miatt kiszorult.